# Vela nos Jogos Olímpicos de Verão de 1900 - 20+ t
As provas da classe 10 – 20 t da vela nos Jogos Olímpicos de Verão de 1900 ocorreram em 3 de agosto daquele ano em Le Havre.  A regata estava marcada para o dia 2 de agosto de 1900. Porém, em decorrência da tempestade que se desencadeou no porto e das más condições do mar a regata foi adiada para domingo, dia 3 de agosto de 1900. Devido às condições meteorológicas, apenas quatro das quatorze embarcações largaram e terminaram a prova.

## Calendário
| ● | competição de Meulan | ● | competição de Le Havre |

| 1900                      | Maio   | Maio   | Maio   | Maio   | Maio   | Maio   | Maio   | Maio   | Agosto | Agosto | Agosto | Agosto | Agosto | Agosto |
| 1900                      | 20 Dom | 21 Seg | 22 Ter | 23 Qua | 24 Qui | 25 Sex | 26 Sáb | 27 Qui | 1 Sex  | 2 Sáb  | 3 Dom  | 4 Seg  | 5 Ter  | 6 Qua  |
| ------------------------- | ------ | ------ | ------ | ------ | ------ | ------ | ------ | ------ | ------ | ------ | ------ | ------ | ------ | ------ |
| Mais de 20 toneladas      |        |        |        |        |        |        |        |        |        |        | ●      |        |        |        |
| Total de medalhas de ouro |        |        |        |        |        |        |        |        |        |        | 1      |        |        |        |

## Configuração do curso
Para esta classe, foi usado o percurso de 74 quilômetros (40 milhas náuticas) na área do percurso de Meulan.

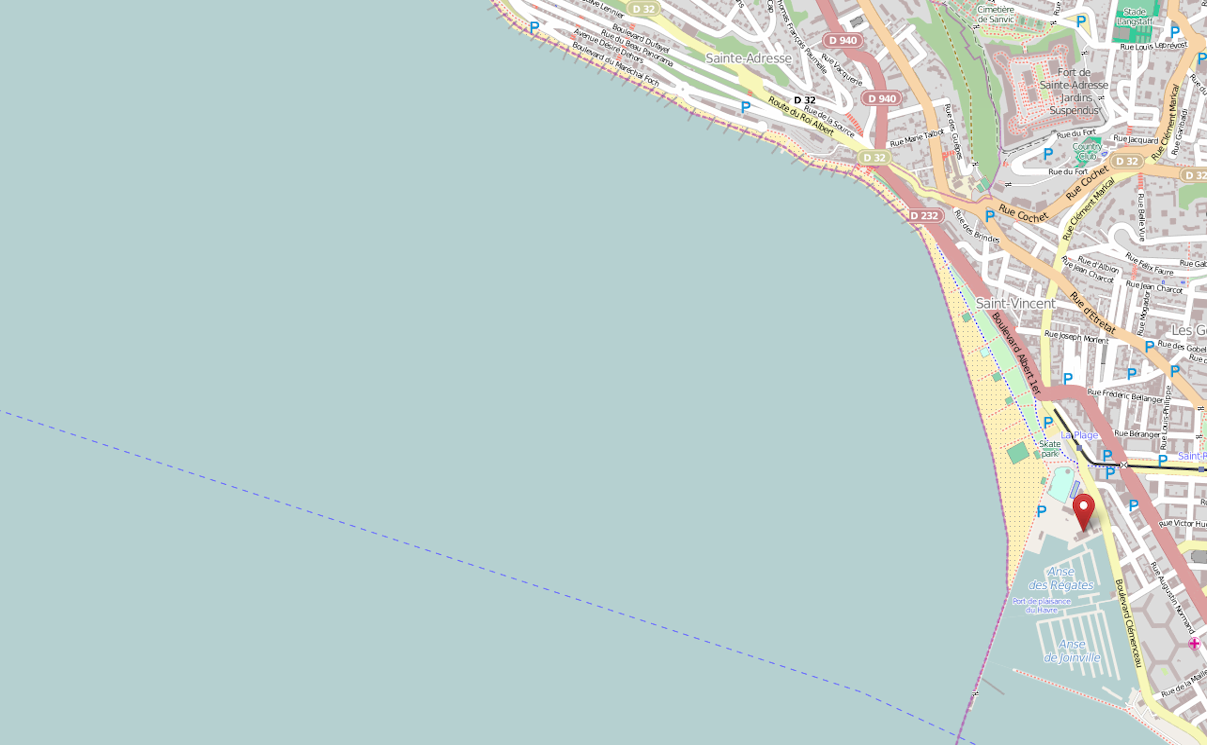
Área do curso

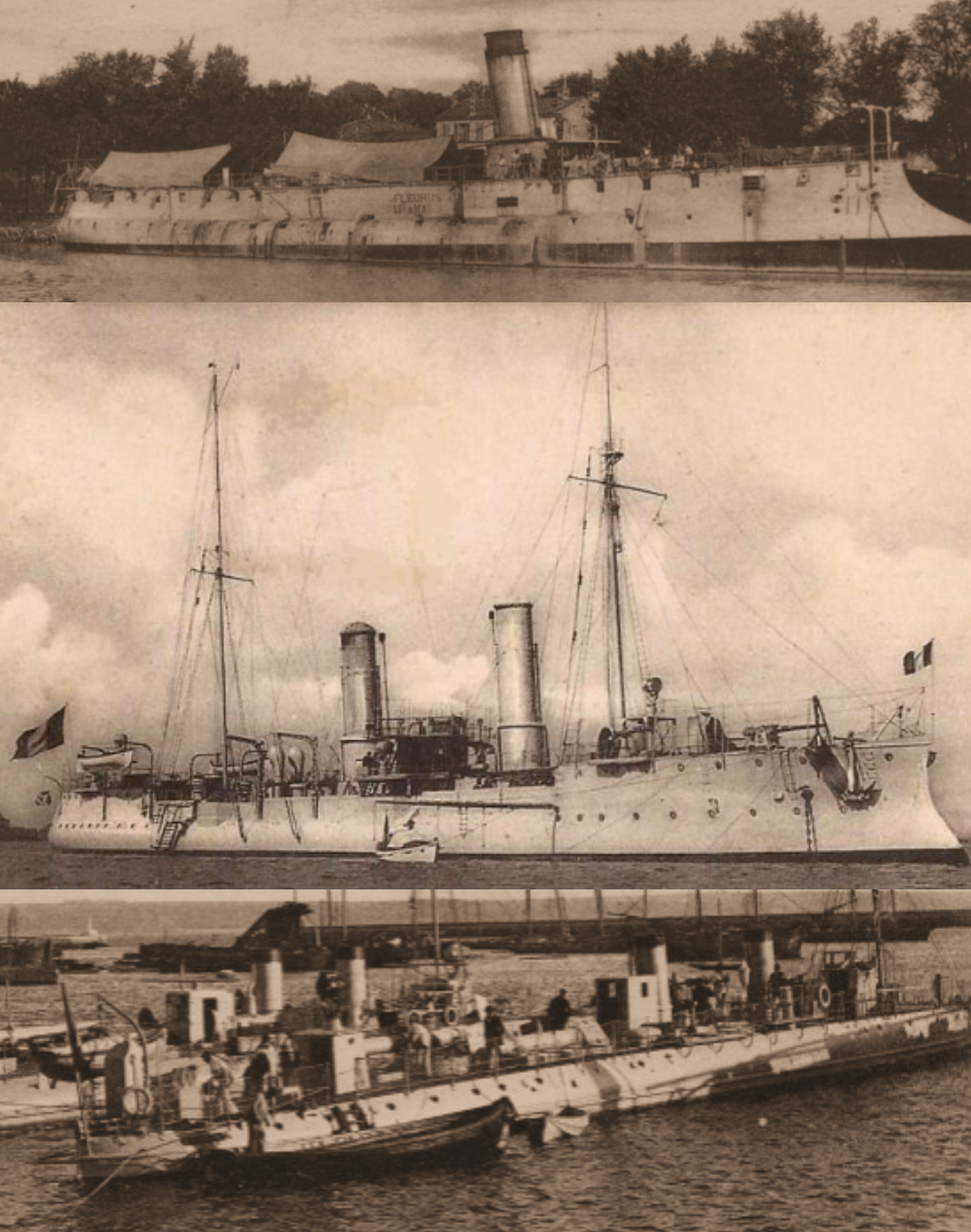
Esses três contratorpedeiros franceses estiveram presentes durante a navegação dos na costa de Le Havre.

As corridas atraíram um número considerável de espectadores e iates para assistir às corridas em Le Havre. O porto estava cheio de navios de diferentes tonelagens. Na costa, os contratorpedeiros Fleurus, Cassini e Mangini estavam presentes. A maioria dos membros do júri internacional acompanhou as regatas a bordo do Almee, iate de Henri Menier.

## Medalhistas
O britânico Cecil Quentin consagrou-se campeão olímpico ao finalizar a prova na duração de 5:29:46. A medalha de prata ficou com o também britânico Selwin Calverley, que marcou o tempo de 5:30:06. Por fim, o bronze foi conquistado por Harry Van Bergen, dos Estados Unidos, que finalizou com 5:32:52.
|  | GBR Grã-Bretanha |  | GBR Grã-Bretanha |  | USA Estados Unidos |
|  | Cecil Quentin    |  | Selwin Calverley |  | Harry Van Bergen   |